# 帕基·邦納
帕基·邦納（Packie Bonner，1960年5月24日—）生於愛爾蘭當尼戈爾郡，是愛爾蘭國家足球隊的前門將，自他的21歲生日初次代表國家隊上陣後，共為國家隊上陣80次。他最為人知的是在1990年世界盃裡撲出了羅馬尼亞达尼埃尔·蒂莫夫特（Daniel Timofte）的點球。
1978年，些路迪主教練喬克·斯泰恩簽下了帕基·邦納。帕基·邦納共為些路迪上陣達642次，為球隊贏得四次聯賽冠軍、三次蘇格蘭足總盃及一次蘇格蘭聯賽盃。他最後一次為些路迪上陣則在湯美·賓斯（Tommy Burns）的領導下贏取1995年蘇格蘭足總盃冠軍。
在2003年2月2日，邦納被愛爾蘭足球協會委任為技術主管，他在此前是愛爾蘭足球協會的資深門將教練。他也曾經在愛爾蘭電視三台（TV3 Ireland）擔任足球評述員。
他的兒子安德魯·邦納（Andrew Bonner）是一位天才射手，他現時在蘇格蘭效力，並曾代表愛爾蘭青年隊上陣。